# Entre nosotras
Entre nosotras (en francés Coup de foudre) es una película francesa de Diane Kurys estrenada en 1983. Sus protagonistas son Isabelle Huppert, Miou-Miou y Guy Marchand. La cinta estuvo nominada a varios Premios César así como al Óscar a la mejor película extranjera en la ceremonia de 1983.

## Sinopsis
La historia describe el encuentro y la amistad que tras la Segunda Guerra Mundial surge entre dos mujeres a las que todo opone, cuya relación es atacada con celos y violencia por el marido de una de ellas.

## Reparto
- Isabelle Huppert como Lena Weber.
- Miou-Miou como Madeleine.
- Guy Marchand como Michel Korski.
- Jean-Pierre Bacri como Costa Segara.
- Robin Renucci como Raymond.
- Patrick Bauchau como Carlier.

## Premios y nominaciones
- Premios César 1983: 
  - Nominación al César a la mejor actriz para Miou-Miou.
  - Nominación al César a la mejor película.
  - Nominación al César al mejor actor secundario para Guy Marchand.
  - Nominación al César al mejor guion para Diane Kurys y Alain Le Henry.
- Nominación al Óscar a la mejor película extranjera en los Premios Óscar de 1983.
- Premio FIPRESCI en el Festival de San Sebastián.